# Francesco Mottola
Francesco Mottola, né le 3 janvier 1901 à Tropea et mort dans cette même ville le 29 juin 1969, est un prêtre catholique italien. Formateur du clergé et confesseur recherché, il fut aussi le fondateur de l'Institut des Oblats du Sacré-Cœur, pour le soin des sans-abris et des marginaux. Il est vénéré comme bienheureux par l'Église catholique, et fêté le 30 juin.

## Biographie
Francesco Mottola naît à Tropea le 3 janvier 1901, au sein d'une famille agricole et très religieuse. Malgré la condition modeste de ses parents, il suit l'école élémentaire et intègre le petit séminaire de Tropea en 1911. Deux ans plus tard, sa mère se suicide, un événement qui est pour lui une blessure profonde. En 1917, c'est son frère qui est tué sur le front. Malgré ces deuils qui l'accablent, il persévère dans la voie de la prêtrise. Il poursuit ses études de théologie et de philosophie au séminaire de Catanzaro. Francesco Mottola est ordonné prêtre le 5 avril 1924. Dès lors, il organise différents groupes de l'Action catholique et enseigne la théologie.
De 1929 à 1942, Don Mottola est recteur du séminaire de Tropea. En parallèle, il dirige une revue catholique, écrit beaucoup, et il est souvent sollicité par ses frères prêtres pour leur donner des conférences. Il prêche ici et là, et s'adonne particulièrement au ministère de la confession, pour lequel il est très recherché des fidèles. Ceux-ci sont en effet attirés par ses paroles justes et, selon les témoignages, par sa perception des cœurs. Don Mottola possède un charisme certain, et se sert de l'influence qu'il a sur un grand nombre de personnes, toutes conditions confondues, pour les amener à une vie plus chrétienne, et notamment à l'exercice de la charité.
À partir de 1935, il organise des groupes composés de prêtres et de laïcs, dans le but d'accentuer leur vie spirituelle et de venir en aide aux plus nécessiteux. Il fonde plusieurs Maisons de la Charité, pour l'accueil des sans-abris. Afin de prendre soin d'eux, il crée la Famille des Oblats et des Oblates du Sacré-Cœur, un institut séculier, qui sera reconnu canoniquement par Mgr Vincenzo De Chiara, le 25 décembre 1968. 
En 1942, don Francesco Mottola, âgé de 41 ans, est touché par une paralysie qui le rend muet. Il accepte cette épreuve comme un don de Dieu, y voyant l'occasion de s'unir plus intensément au Christ souffrant sur la croix. Jusqu'à sa mort, il ne cesse de s'offrir comme victime à Dieu pour le salut des âmes, en particulier pour celle des pauvres et des marginalisés. Malgré son handicap, ses activités ne cessent pas pour autant. Il écrit beaucoup, et encourage les Oblats et les Oblates dans leur amour des pauvres et au don total de soi par des lettres, mais surtout par l'exemple que lui-même donne par sa vie. Le dévouement total aux autres dont il fit preuve jusqu'au bout amèna la population à le surnommer « la perle du clergé calabrais ». C'est dans la pauvreté, dans laquelle il avait toujours volontairement vécut, que don Francesco Mottola meurt à Tropea, le 29 juin 1969.

## Vénération

### Béatification

#### Enquête sur les vertus
La cause pour la béatification et la canonisation de don Francesco Mottola débute le 11 février 1982 à Mileto. L'enquête diocésaine récoltant les témoignages sur sa vie se clôture le 29 juin 1988, puis envoyée à Rome pour y être étudiée par la Congrégation pour les causes des saints. 
Après le rapport positif des différentes commissions sur la sainteté de Don Mottola, le pape Benoît XVI procède, le 17 décembre 2007, à la reconnaissance de ses vertus héroïques, lui attribuant ainsi le titre de vénérable. 

#### Reconnaissance d'un miracle
En 2012 avait également débutée l'enquête médicale sur une guérison dite miraculeuse, attribuée à l'intercession de don Francesco Mottola. Il s'agit du cas d'un jeune diacre, qui fut soudainement guéri en 2010, d'un mal incurable. À la suite des rapports médicaux concluant à l'absence d'explication scientifique, le pape François reconnaît, le 2 octobre 2019, comme authentique cette guérison attribuée à don Francesco Mottola et signe le décret de sa béatification. 
Il est solennellement proclamé bienheureux le 10 octobre 2021 à Tropea, lors d'une messe présidée par le cardinal Marcello Semeraro. 

### Culte
Le bienheureux Francesco Mottola est fêté le 30 juin, un jour après sa "naissance au Ciel". 
Les reliques du bienheureux sont vénérées dans un sépulcre situé dans la chapelle du Crucifix de la Cathédrale de Tropea.